# Guanyem Catalunya (2020)
|  | No s'ha de confondre amb Guanyem Catalunya (2015). |

Guanyem Catalunya és un partit polític impulsat per l'exalcaldessa de Badalona, Dolors Sabater.
L'entitat fou presentada l'1 de desembre de 2020 basant-se en experiències prèvies en municipis com Badalona, Ripollet o Cerdanyola del Vallès per tal de traslladar-les al Parlament. Anteriorment, ja es va impulsar un espai semblant anomenat Municipalistes per la República des de Baix, liderat per la mateixa Dolors Sabater, Carles Escolà (alcalde de Cerdanyola) i José María Osuna (alcalde de Ripollet).

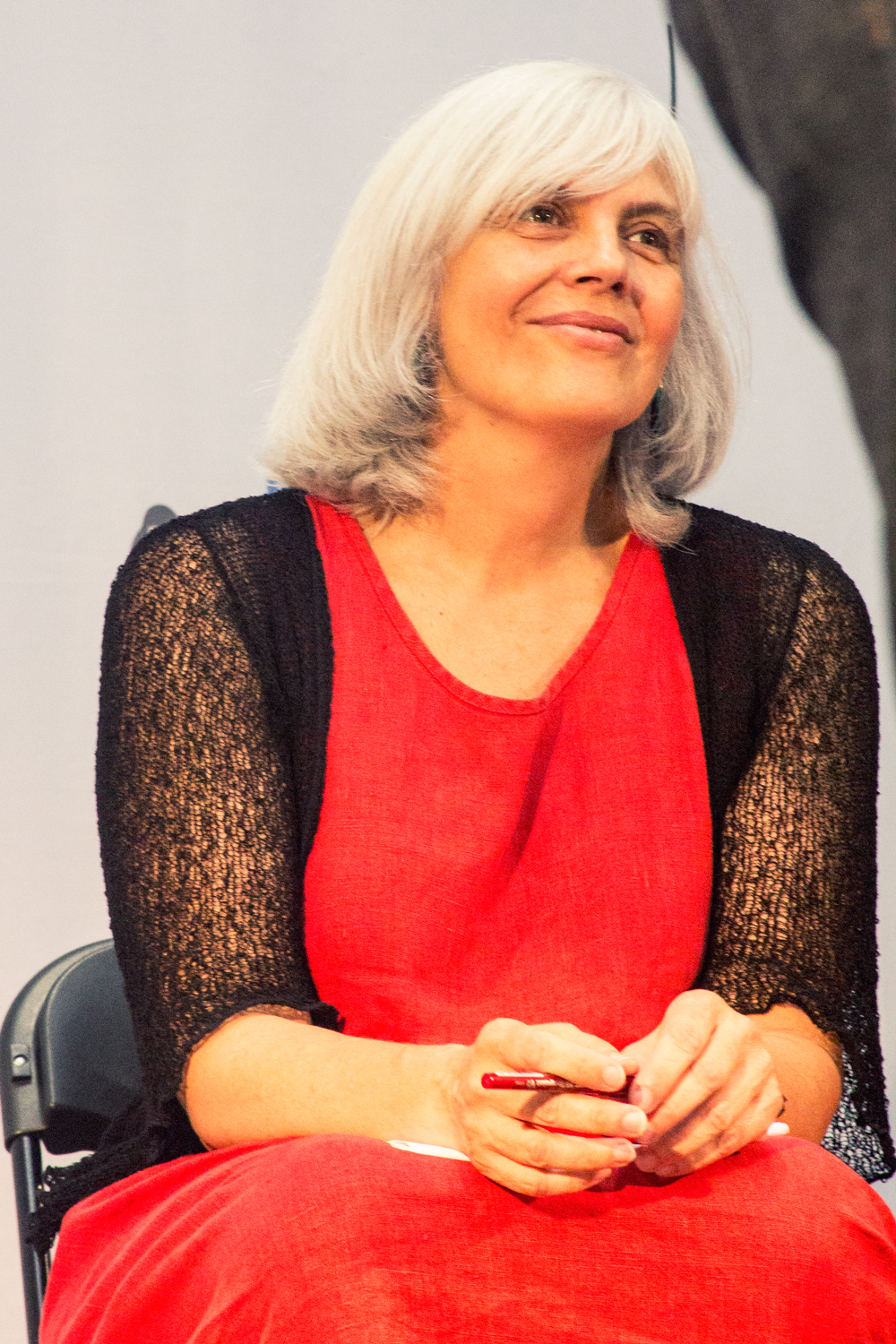
Dolors Sabater, impulsora de Guanyem Catalunya.

El 3 de desembre de 2020, la CUP plantejà a Guanyem una candidatura unitària per presentar-se a les eleccions al Parlament de Catalunya de 2021, i també van fer aquesta proposta a Anticapitalistes i a Comunistes de Catalunya, que fou desestimada pel partit comunista i el grup anticapitalista pel fet que no s'articulés una coalició entre diferents actors. El 12 de desembre s'arribà a un inici d'acord entre la CUP i Guanyem per presentar-se sota un mateix paraigües a les eleccions. Un dels punts més importants d'aquest acord fou la candidatura per Barcelona, que va ser encapçalada per Dolors Sabater.